# Tri chotáre (Góry Tokajsko-Slańskie)
Tri chotáre (1025 m n.p.m.) – szczyt górski w Górach Tokajsko-Slańskich we wschodniej Słowacji. Zalesiony. 
Przez szczyt biegnie czerwono znakowany  szlak turystyczny: Ruská Nová Ves – Tri chotáre – Przełęcz Hanuszowska – Čierna hora – przełęcz Červená mlaka – przełęcz Grimov laz – Makovica – Mošník – Przełęcz Herlańska – Lazy – Przełęcz Slańska – Slanec.